# Katharina Duwe
Katharina Duwe (* 15. September 1952 in Hamburg) ist eine deutsche Malerin.

## Leben
Katharina Duwe ist die Tochter des Malers Harald Duwe und der Malerin Heilwig Duwe-Ploog (geb. 1924). Nach ihrer Kindheit und Jugendzeit in Großensee (Holstein) begann sie zunächst ein Studium der Kunstgeschichte und Archäologie an der Universität Hamburg. Von 1975 bis 1983 studierte sie Kunst an der Hochschule für Bildende Künste Hamburg bei Hans Thiemann, Kai Sudeck und Werner Bunz.
Seit ihrem Studium arbeitet Duwe als freiberufliche Künstlerin. 1989 hatte sie einen sechsmonatigen Malaufenthalt in der Provence unweit des Pont du Gard. Es folgten Aufenthalte in Marrakesch (Marokko, 1996), Italien (1995, Stipendium Landesbank SH, 1999, Gastaufenthalt „Villa Romana“, Florenz), Dubai (2000, 2001) und New York (2006, 2013, 2022).
Daneben übernahm Duwe Lehraufträge an der damaligen Fachhochschule für Gestaltung Hamburg (1986–1989 und 1994–1996) und heutigen Hochschule für Angewandte Wissenschaften Hamburg im Fachbereich Gestaltung (2004), vertrat eine Professur an der damaligen Muthesius Fachhochschule für Kunst und Gestaltung in Kiel (1996–1997), und war weiter als Dozentin an der Pentiment – Internationale Sommerakademie für Kunst und Design in Hamburg (2003, 2008, 2017) und an der Schlei-Akademie in Kappeln (2018–2022) tätig.
Der Ernst Ludwig Kirchner Verein Fehmarn präsentierte in seiner Jahresausstellung 2022 vom 18. Juni bis 3. August Werke von Duwe an zwei Standorten in Burg auf Fehmarn.

## Werk
In ihrer Malerei konzentriert sich Katharina Duwe seit Jahrzehnten auf lebensphilosophische Themen. „Im Mittelpunkt meiner Malerei steht die Frage nach der menschlichen Existenz in unserer Welt“, sagt Duwe selbst über ihre Arbeiten. 1984, im Todesjahr ihres Vaters, malte sie einen einsamen Mann Am Meer, ein Hinweis darauf, dass damit in ihren Bildern die existenzielle Bedingung des Menschen an Gewicht gewinnen sollte, so Heinz Spielmann anlässlich einer Ausstellung in der Handelskammer Hamburg. Ab 1993 entstanden in einer experimentellen Arbeitsphase Collagen, Reliefs und dreidimensionale Arbeiten mit den Themen einer artifiziellen Umwelt und eines nach außen gewendeten Lifestyles. Eines der Gemälde trägt den kennzeichnenden Titel Der schöne Schein.
2006 wandte Duwe sich unter dem Eindruck der collagehaften Inszenierungen am New Yorker Times Square der Stadtlandschaft zu. Sie malte die Stadt als nächtliche Erscheinung aus farbigem Licht, und sie stellte sie aus der Perspektive der Menschen im Stadtinnern dar, so Karen Michels in ihrer Rede anlässlich der Ausstellung move in Hamburg. Die Figuren sind einerseits Teil des Organismus Stadt, andererseits bleiben sie – kaum mehr als Schatten – Individuen. Heute beschäftigt sich die Künstlerin mit den vielfältigen Erscheinungsformen der Urbanität und deren Problemen. Es sind keine gängigen Stadtporträts, sondern manifeste Gleichnisse der gesellschaftlich-zivilisatorischen Wirklichkeit. Seit 2010 arbeitet sie an der Werkgruppe Urban Space und seit 2017 an der Werkgruppe Light Reflection.

## Werke (Auswahl)
- Fragmentewand (1993), 250 × 360 cm, veröffentlicht als Monographie von Monika Buekenhout anlässlich der Sommerausstellung 1994 in der Kunsthalle Emden[8]
- Das himmlische Jerusalem (1995), 6 × 4 Meter, Dallglas in Stahlbeton, Kirchenfenster, St.-Michael-Kirche, Moorrege bei Hamburg[9][10]
- Passanten (2008), 160 × 80 cm, Sammlung der Investitionsbank Schleswig-Holstein
- Pavillon (2008), 130 × 150 cm, Sammlung der Investitionsbank Schleswig-Holstein
- Imbiß (2009), 160 × 80 cm, Kunstmuseen Krefeld, Kaiser Wilhelm Museum, Krefeld
- City Life (2011), 140 × 200 cm, Kunstsammlung der Sparkassen-Kulturstiftung Stromern
- Hello (2017), Collage 200 × 500 cm, Kunst im öffentlichen Raum, Gemeinschaftsschule Faldera, Neumünster[11]

## Preise
- 1986: Elysée-Preis (Nachwuchsförderpreis des Hotels Elysée, Hamburg)[12][13]
- 1995: 1. Preis im Wettbewerb für ein Kirchenfenster St. Michael-Kirche Moorrege[14]
- 1997: Landesschaupreis Bundesverband Bildender Künstlerinnen und Künstler, Landesverband Schleswig-Holstein[15]

## Ausstellungskataloge
(Quelle: )
- Monika Buekenhout (Hrsg.): Fragmentewand. Kunsthalle Emden 1994.
- Salute. Kunstexpedition Italien 1995. Fünfzehn Stipendiaten der Kulturstiftung Landesbank zu Gast in der Stadtgalerie Kiel, Kiel 1995.
- BBK Landesverband Schleswig-Holstein (Hrsg.):  Katharina Duwe. Landesschaupreisträgerin 1997. Katalog zur Ausstellung im Brunswiker Pavillon. Kiel 1998, ISBN 3-930563-19-3.
- Süßes Leben. Katalog zur Ausstellung in der Deutschen Genossenschafts-Hypothekenbank. Lichtwark Forum, Hamburg 2001
- Katharina Duwe und Heilwig Duwe-Ploog. Galerie im Elysée, Hamburg 2004.
- Paintings. Katalog zur Ausstellung in der HSH-Nordbank AG London Branch, Hamburg 2005.
- zusammen mit Johannes Duwe: Kunst im Landtag. Paare. Katalog zur Ausstellung im Schleswig-Holsteinischen Landtag, Kiel 2008.
- Schlaglicht. Katalog zur Ausstellung im Ostholstein-Museum Eutin, Eutin 2011.
- Ute Claussen Galerie (Hrsg.): move. Ute Claussen Galerie, Hamburg 2012.
- Dirk Halverscheid Galerie  (Hrsg.): livestream. Dirk Halverscheid Galerie, München 2015, ISBN 978-3-16-148410-0.
- Ernst Ludwig Kirchner Verein Fehmarn e.V. (Hrsg.): Off Space. Katharina Duwe. Solivagus-Verlag, Kiel 2022, ISBN 978-3-947064-20-5.